# Санчес Гонсалес, Франсиско
Франсиско Хавьер Санчес Гонсалес (исп. Francisco Javier Sánchez González; родился 30 января 1973 года в Мехико, Мексика) — мексиканский футболист, защитник. Известен по выступлениям за клубы «Америка», УАНЛ Тигрес и сборную Мексики. Участник Олимпийских игр 1996 года в Атланте.

## Клубная карьера
Санчес начал карьеру выступая за клуб «Кобрас». В 1991 году он перешёл в столичную «Америку». В новом клубе он редко выходил на поле и в 1995 году Франсиско на протяжении сезона выступал за «Интер де Тихуана». После возвращения он так и не смог закрепиться в основе и принял предложение УАНЛ Тигрес. В 2000 году Санчес покинул стан тигров и без особых успехов выступал за «Хуарес» и «Тигрильос Сатильо». В 2004 году Франсиско завершил карьеру.

## Международная карьера
В 1996 году Санчес дебютировал за сборную Мекисик. В том же году он в составе национальной сборной выиграл Золотой кубок КОНКАКАФ. Летом того же в составе олимпийской сборной Мексики Франсиско принял участие в Олимпийских играх в Атланте. На турнире он был запасным и на поле не вышел.

## Достижения
Мексика
- Золотой кубок КОНКАКАФ — 1996